# Фонтен-ле-Гре
Фонте́н-ле-Гре (фр. Fontaine-les-Grès) — коммуна во Франции, находится в регионе Шампань — Арденны. Департамент — Об. Входит в состав кантона Мери-сюр-Сен. Округ коммуны — Ножан-сюр-Сен.
Код INSEE коммуны — 10151.
Коммуна расположена приблизительно в 125 км к востоку от Парижа, в 70 км юго-западнее Шалон-ан-Шампани, в 19 км к северо-западу от Труа.

## Население
Население коммуны на 2008 год составляло 866 человек.
| 1962 | 1968 | 1975 | 1982 | 1990 | 1999 | 2008 |
| ---- | ---- | ---- | ---- | ---- | ---- | ---- |
| 865  | 891  | 846  | 863  | 915  | 905  | 866  |

## Экономика
В 2007 году среди 581 человека в трудоспособном возрасте (15—64 лет) 449 были экономически активными, 132 — неактивными (показатель активности — 77,3 %, в 1999 году было 77,5 %). Из 449 активных работали 400 человек (212 мужчин и 188 женщин), безработных было 49 (22 мужчины и 27 женщин). Среди 132 неактивных 37 человек были учениками или студентами, 59 — пенсионерами, 36 были неактивными по другим причинам.

## Достопримечательности
- Церковь св. Агнессы (3-я четверть XX века). Памятник истории с 2010 года[3]

## Фотогалерея

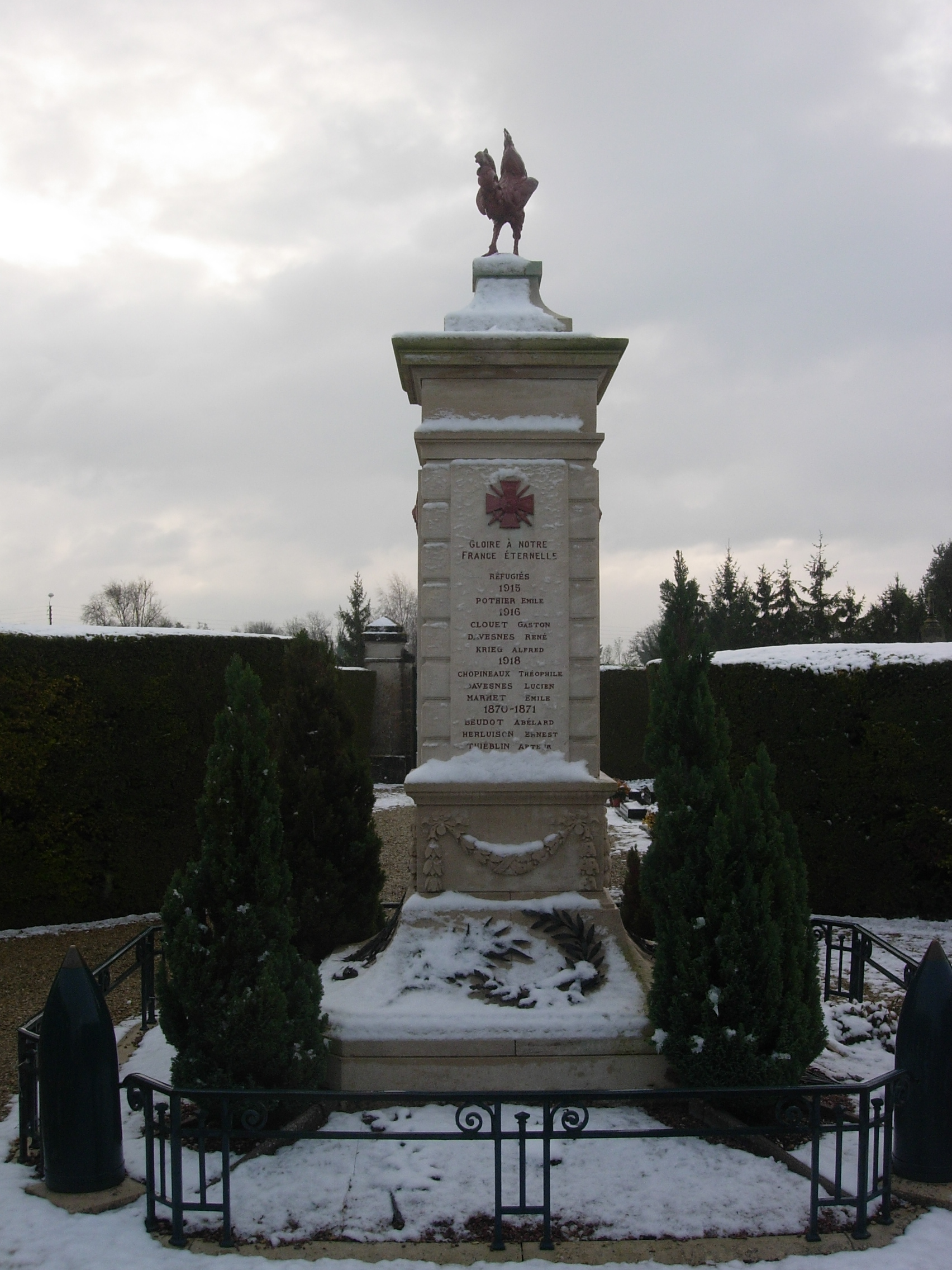
Памятник погибшим в Первой мировой войне
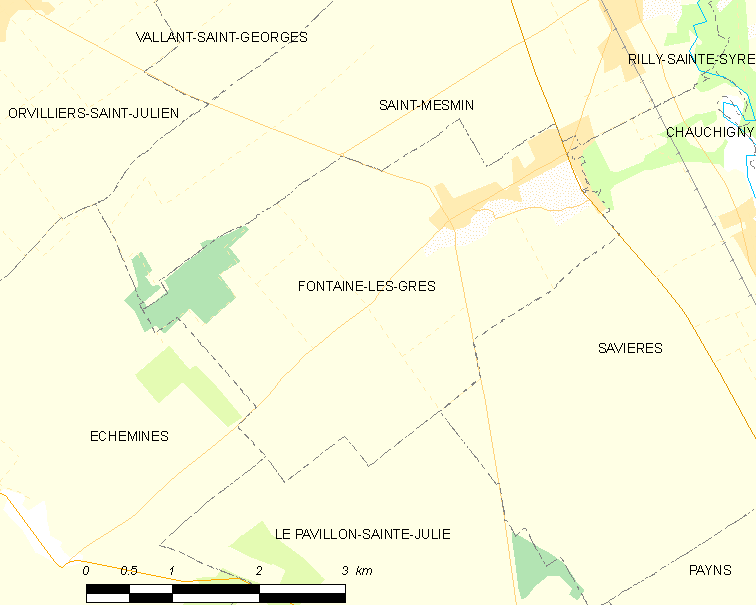
Карта коммуны